# Zingha perijaensis
Zingha perijaensis är en fjärilsart som beskrevs av Masters 1973. Zingha perijaensis ingår i släktet Zingha och familjen praktfjärilar. Inga underarter finns listade i Catalogue of Life.